# Sphex dorsalis
Sphex dorsalis är en biart som beskrevs av Amédée Louis Michel Lepeletier 1845.
Sphex dorsalis ingår i släktet Sphex och familjen grävsteklar. Inga underarter finns listade i Catalogue of Life.